# Hemiculter krempfi
Hemiculter krempfi is een straalvinnige vissensoort uit de familie van de eigenlijke karpers (Cyprinidae). De wetenschappelijke naam van de soort is voor het eerst geldig gepubliceerd in 1938 door Pellegrin & Chevey.